# Lörzweiler

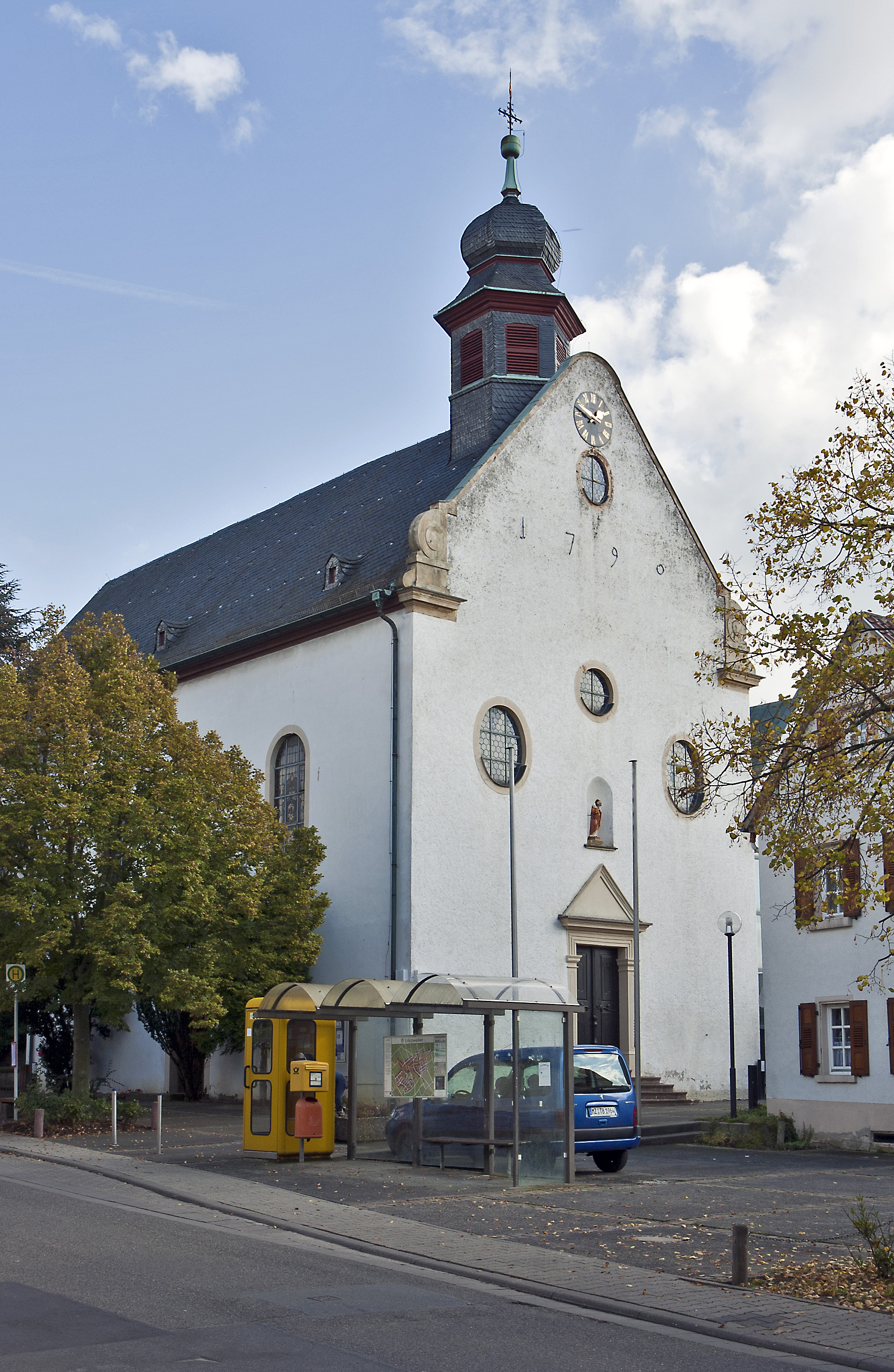
Katholische Pfarrkirche St. Michael

Lörzweiler ist eine Ortsgemeinde im Landkreis Mainz-Bingen in Rheinland-Pfalz. Sie gehört der Verbandsgemeinde Bodenheim an.

## Geographie
Die Weinbaugemeinde zeichnet sich insbesondere durch ihre Weine der Großlagen Mainzer St. Alban und Niersteiner Gutes Domtal mit ihren Einzellagen Ölgild, Königstuhl und Hohberg aus. Lörzweiler grenzt an Bodenheim, Gau-Bischofsheim, Harxheim und Mommenheim. Die rheinland-pfälzische Landeshauptstadt Mainz liegt ca. 10 Kilometer nördlich der Gemeinde.
In der südlichen Gemarkung erhebt sich der 175,8 m ü. NHN hohe Königsstuhl, auch Königstuhl genannt, auf dem am 8. September 1024 angeblich Konrad II. zum König gewählt wurde.

## Geschichte
Lörzweiler wurde erstmals im Jahr 825 als Lorenzevillare urkundlich erwähnt. In den folgenden Jahrhunderten blieb der Ort unter der Herrschaft des Erzstifts Mainz. 1444 wurde das Adelsgeschlecht Hund von Saulheim mit der Lehnsherrschaft über Lörzweiler betraut; dieses ging im 17. Jahrhundert an die Freiherren von Hettersdorf über.
Nach den Jahren der französischen Besatzung gehörte die Gemeinde ab 1835 zum Landkreis Mainz, der 1969 aufgelöst wurde. Seitdem gehört Lörzweiler zum Landkreis Mainz-Bingen, 1972 wurde es mit anderen umliegenden Gemeinden Teil der neu gebildeten Verbandsgemeinde Bodenheim.

## Politik

### Gemeinderat
Der Gemeinderat in Lörzweiler besteht aus 16 Ratsmitgliedern, die bei der Kommunalwahl am 9. Juni 2024 in einer personalisierten Verhältniswahl gewählt wurden, und dem ehrenamtlichen Ortsbürgermeister als Vorsitzendem.
Die Sitzverteilung im Gemeinderat:
| Wahl | SPD | CDU | Grüne | FWG | Gesamt   |
| ---- | --- | --- | ----- | --- | -------- |
| 2024 | 4   | 6   | 2     | 4   | 16 Sitze |
| 2019 | 4   | 5   | 2     | 5   | 16 Sitze |
| 2014 | 5   | 5   | 1     | 5   | 16 Sitze |
| 2009 | 7   | 5   | –     | 4   | 16 Sitze |
| 2004 | 6   | 6   | –     | 4   | 16 Sitze |

- FWG = Freie Wählergruppe Lörzweiler e. V.

### Bürgermeister
Ortsbürgermeister ist Steffan Haub (CDU). Bei der Stichwahl am 16. Juni 2019 konnte er sich mit einem Stimmenanteil von 50,42 % knapp durchsetzen und ist damit Nachfolger von Michael Christ, der nicht mehr angetreten war. Bei der Direktwahl am 9. Juni 2024 wurde er ohne Gegenkandidat mit einem Stimmenanteil von 82,0 % für weitere fünf Jahre in seinem Amt bestätigt.

### Wappen
| Wappen von Lörzweiler | Blasonierung: „In Silber ein fünfblättriges bewurzeltes schwarzes Lindenbäumchen mit grüner Blattäderung.“ |
| Wappen von Lörzweiler | Wappenbegründung: Das Wappen geht auf die Freiherren von Hettersdorf zurück, die einstigen Lehnsherren von Lörzweiler, welche um 1700 das Erbe der Hund von Saulheim angetreten hatten. Es wurde am 11. August 1955 durch das Ministerium des Inneren in Mainz genehmigt. |

### Gemeindepartnerschaft
Partnergemeinde ist die französische Gemeinde Époisses.

## Kultur und Sehenswürdigkeiten

### Bauwerke

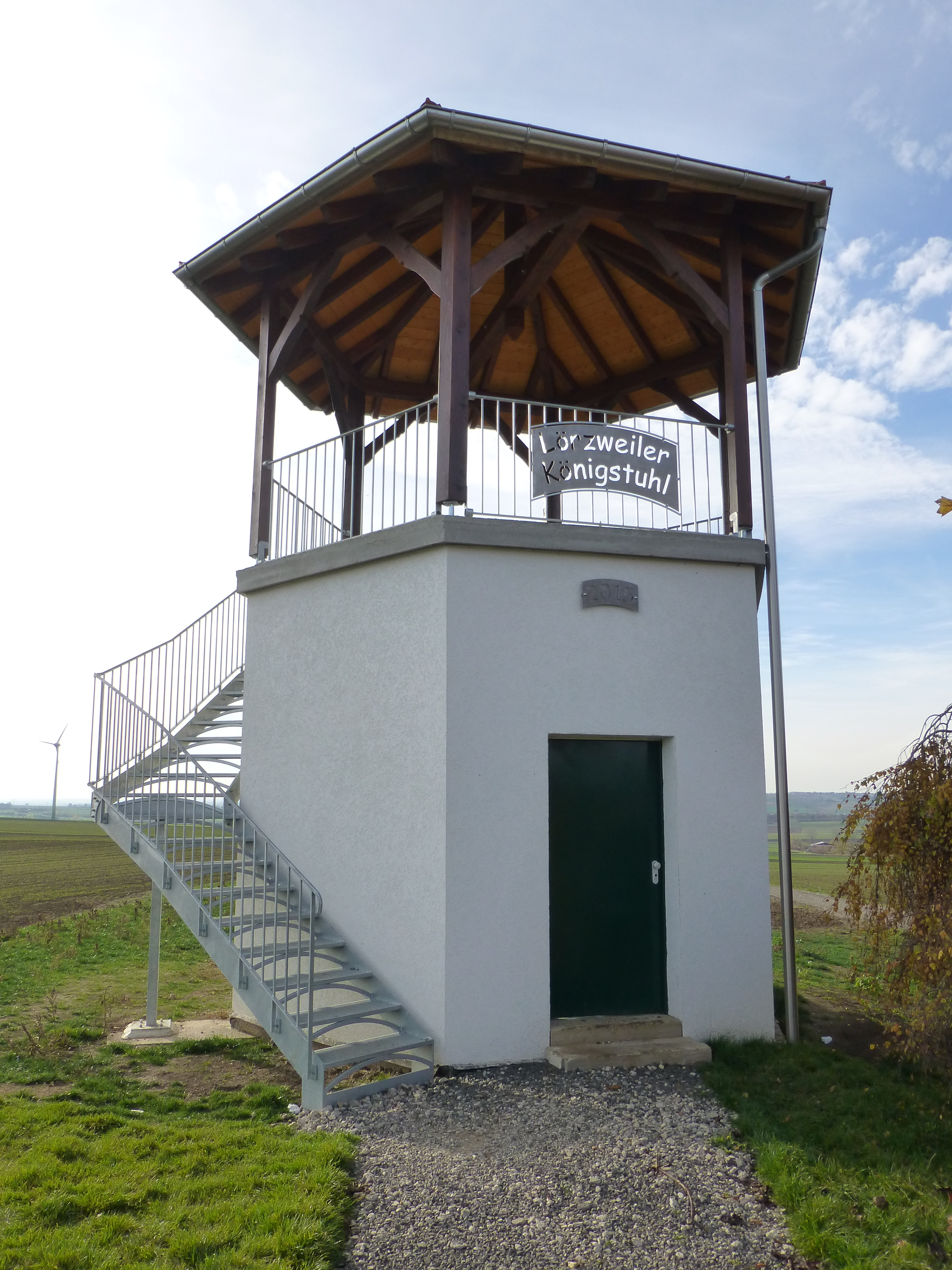
Aussichtsturm am Lörzweiler Königstuhl

Südöstlich des Ortes wurde im Juli 2015 der Aussichtsturm „Lörzweiler Königstuhl“ eingeweiht, der einen guten Rundblick über die Umgebung bietet.

### Regelmäßige Veranstaltungen
- Das Kirchweihfest begeht die Gemeinde jährlich am Wochenende nach Christi Himmelfahrt.
- Ab dem ersten Freitag im Juli wird vier Tage lang das „Weinfest am Königstuhl“ gefeiert.

## Verkehr
Von 1896 bis 1985 (im Güterverkehr bis 1989) war Lörzweiler über den Bahnhof von Harxheim an den Schienenverkehr der heute stillgelegten Bahnstrecke Bodenheim–Alzey angebunden. Der ursprünglich als „Harxheim (Rheinh.)“ bezeichnete Bahnhof wurde zum 1. April 1910 in „Harxheim-Lörzweiler“ umbenannt. Heute befahren die MVG-Buslinie 69 und die KRN-Buslinien 660, 662 und 667 Lörzweiler und binden die Gemeinde damit an die Städte Mainz und Alzey sowie umliegende Gemeinden im Landkreis Mainz-Bingen an.

## Trivia
In dem autobiographischen Roman Der Lügner schildert Ewald Gauer in vielen kleinen, unterhaltsamen Episoden, wie er seine Kindheit im Lörzweiler der 1960er Jahre verbracht hat.